# Up2date
up2date è un'utilità scritta in Python  che era presente nelle versioni più vecchie di Red Hat Enterprise Linux (fino alle versione 4.x) , CentOS e Fedora Core. La sua funzione principale era quella di scaricare e installare nuovi software, aggiornare i pacchetti esistenti e aggiornare il sistema operativo stesso. In sostanza era un gestore di pacchetti che semplificava il processo di aggiornamento del sistema operativo.
Funzionava come front-end per RPM Package Manager e aggiunge funzionalità avanzate come la risoluzione automatica delle dipendenze.
Le sorgenti dei pacchetti potevano essere configurate modificando il file /etc/sysconfig/rhn/sources, dove era possibile aggiungere nuovi repository o modificare quelli esistenti.
Per impostazione predefinita, up2date cercava di recupera i pacchetti da un server Red Hat Network (RHN). Gli utenti potevano aggiungere altre sorgenti locali (directory con  pacchetti rpm) o repository remoti Debian e yum.
Con l'introduzione di RHEL 5, up2date è stato deprecato in favore di yum, un gestore di pacchetti più avanzato e potente. In seguito, anche yum è stato sostituito da dnf nelle versioni più recenti.